# جون دالبيرغ
جون دالبيرغ هو لاعب هوكي جليد سويدي، ولد في 3 فبراير 1987 في كرامفوش ‏ في السويد.

## وصلات خارجية
- جون دالبيرغ على موقع دوري الهوكي الوطني (الإنجليزية)
- جون دالبيرغ على موقع EliteProspects.com (الإنجليزية)
- جون دالبيرغ على موقع HockeyDB.com (الإنجليزية)